# Cuaxocoyo Uno Limontitla
Cuaxocoyo Uno Limontitla är en ort i Mexiko.   Den ligger i kommunen San Martín Chalchicuautla och delstaten San Luis Potosí, i den sydöstra delen av landet, 220 km norr om huvudstaden Mexico City. Cuaxocoyo Uno Limontitla ligger 241 meter över havet och antalet invånare är 140.
Terrängen runt Cuaxocoyo Uno Limontitla är lite kuperad. Runt Cuaxocoyo Uno Limontitla är det ganska tätbefolkat, med 80 invånare per kvadratkilometer. Närmaste större samhälle är Tamazunchale, 15,2 km sydväst om Cuaxocoyo Uno Limontitla. I omgivningarna runt Cuaxocoyo Uno Limontitla växer huvudsakligen savannskog.